# Judith Leyster
Judith Leyster (Haarlem, juli 1609 - Heemstede, begraven 10 februari 1660) was een Nederlandse schilderes uit de 17e eeuw die zich vooral in genrestukken specialiseerde. Als een van de weinige vrouwelijke schilders in de Nederlanden tijdens de Gouden Eeuw was zij ook het enige vrouwelijke lid van het Haarlemse schildersgilde. Judith Leyster specialiseerde zich in genreschilderkunst.

## Levensloop

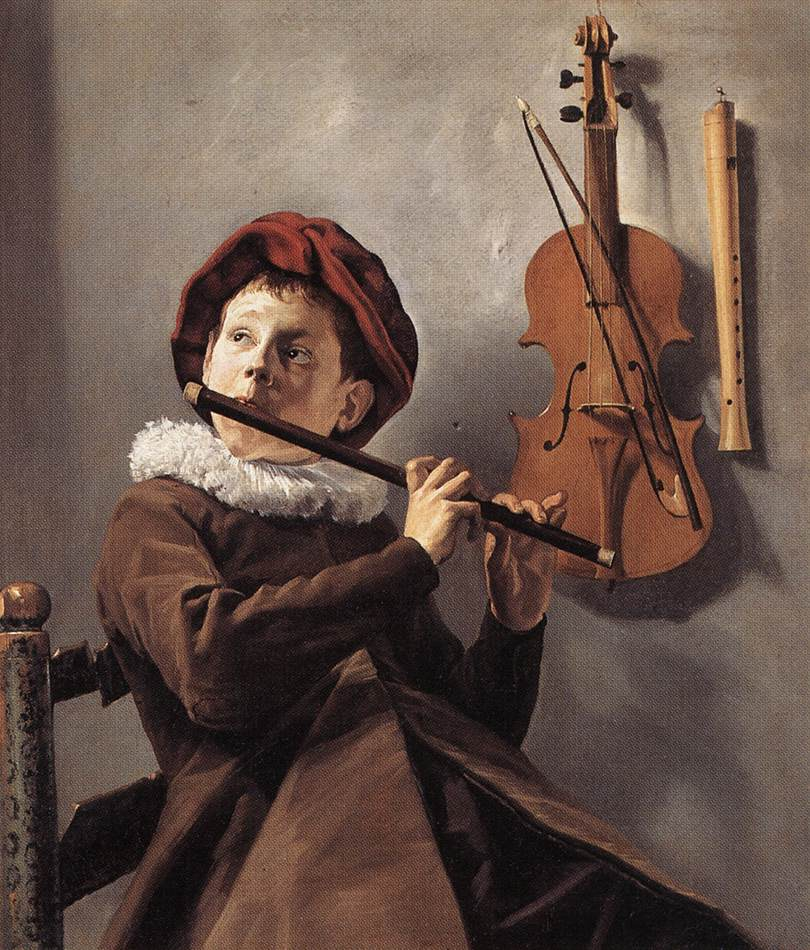
Fluitspelende jongen, 1635, Nationalmuseum, Stockholm

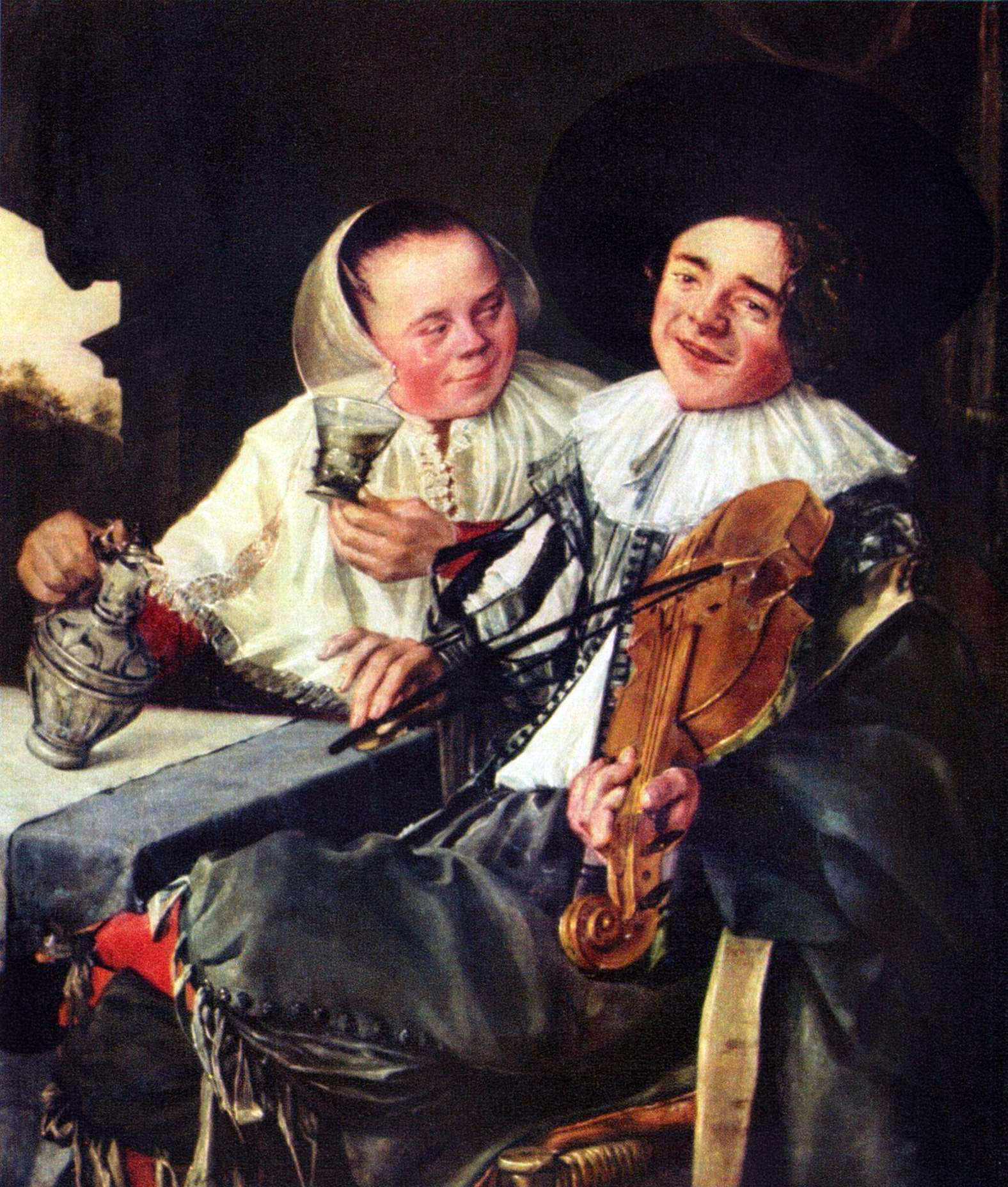
Elegant drinkend en musicerend paar, 1630, Louvre, Parijs

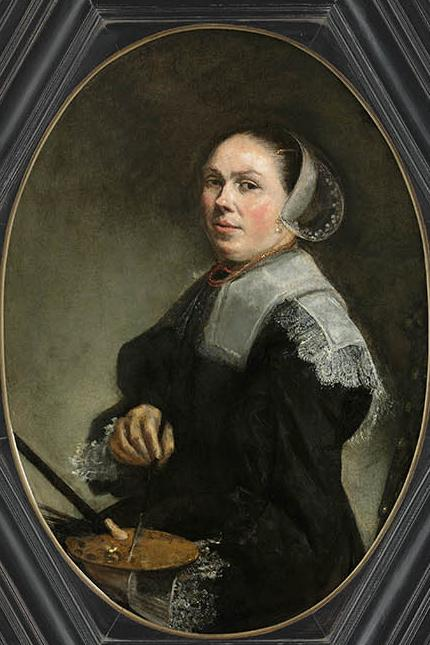
Zelfportret, ca. 1653 (privécollectie)

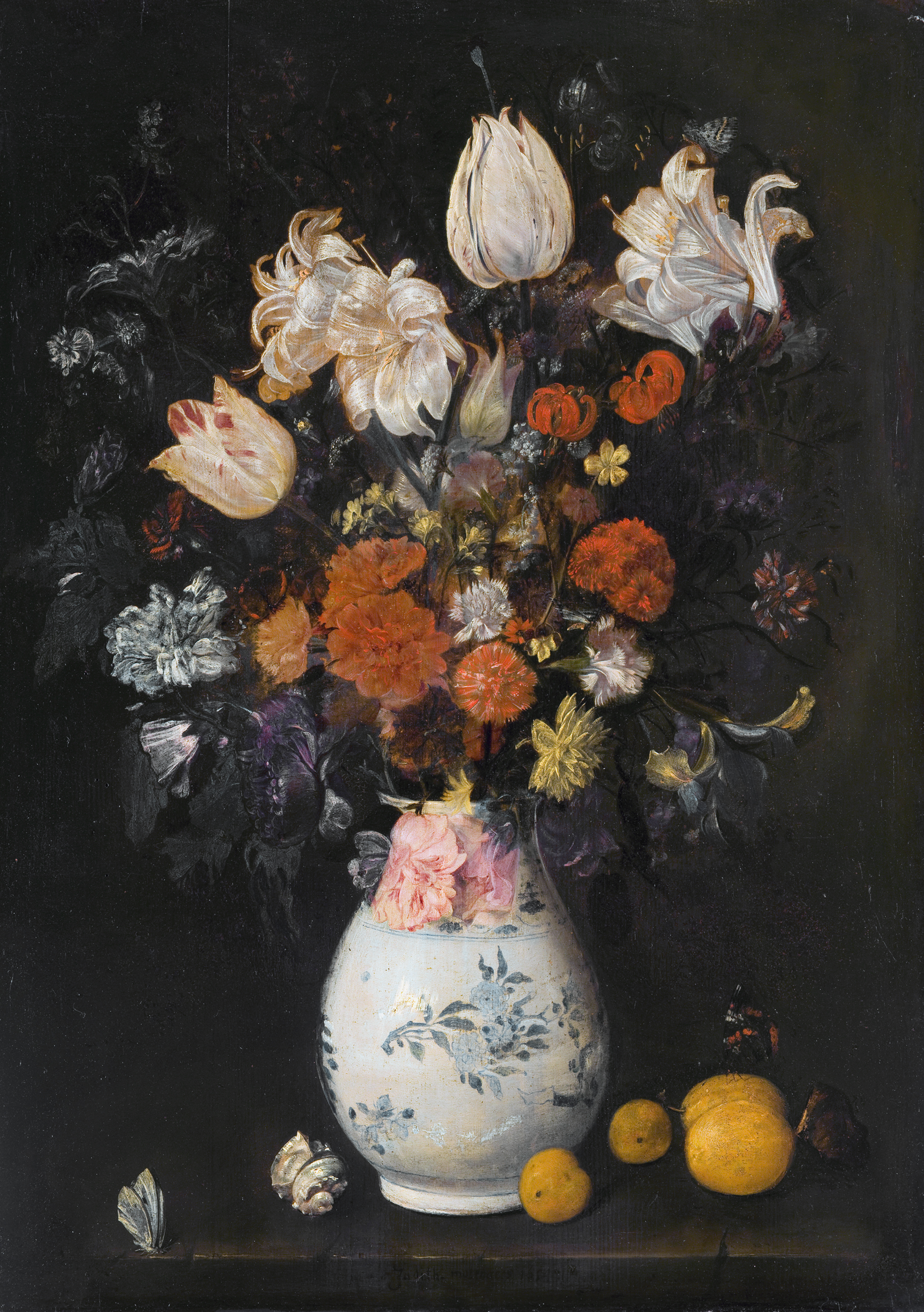
Blompotje, 1654 (privécollectie)

Judith Leyster werd op 28 juli 1609 gedoopt in de Grote Kerk in Haarlem. Zij was het achtste kind van Jan Willemsz en zijn vrouw Trein Jaspersdr in een rij van negen. Haar vader was eigenaar van een brouwerij, de Leystar. In 1628 verhuisde ze met haar familie naar Vreeland in de provincie Utrecht, waar zij mogelijk in contact kwam met de Utrechtse caravaggisten Hendrick Terbrugghen en Gerrit van Honthorst. In september 1629 gingen Judiths ouders naar Zaandam. Onbekend is of Judith met hen meeging of dat ze terugkeerde naar Haarlem, waar zij later zelfstandig als kunstschilder ging werken. In ieder geval was ze in 1631 getuige bij de doop van een van de kinderen van Frans Hals.
Gezien haar schildertechniek is zij waarschijnlijk ook een leerlinge geweest van Frans Hals, maar waarschijnlijk ook van Frans de Grebber.
Haar eerste bevestigde gesigneerde werk dateert uit 1629 “de Serenade”. Kenmerkend is het monogram waarmee ze in ieder geval tot aan haar huwelijk signeerde; een "ster" vormde een toespeling op haar familienaam: Leyster. In 1633 werd Judith toegelaten tot het Sint-Lucasgilde. Ze was daarmee een van de slechts twee vrouwen die in de zeventiende eeuw tot het Haarlemse kunstenaarsgilde werden toegelaten.
Ze trouwde op 1 juni 1636 in Heemstede met de kunstschilder Jan Miense Molenaer en kreeg vijf kinderen: Johannes (1637), Jacobus (1639), Helena (1643), Eva (1646) en Constantijn (1650). De zorg voor haar gezin vormde waarschijnlijk een belemmering voor haar schilderscarrière, aangezien er nauwelijks werk van haar bekend is van na 1636, hoewel Leyster als een betere schilder wordt gezien dan haar echtgenoot. In elk geval schilderde ze waarschijnlijk niet meer onder eigen naam. Er wordt gedacht dat ze schilderde in het atelier van haar man.
In 2009 werd een bloemstilleven van haar herontdekt. Het was ondertekend met 'Judith.molenaers 1654'. Verondersteld wordt dat dit hetzelfde schilderij is dat voorkomt in een inventarislijst die vlak na haar overlijden werd opgemaakt. Daarin komt het werk blompotje van Juffr. Molenaer voor. In 2016 werd in een Brits landhuis een zelfportret opnieuw herkend als een van haar werken. Dat was eerder al gebeurd in 1957. Het dateert uit ca. 1653.
In het najaar van 1659 werd Leyster, net als haar man, erg ziek. Ze overleed enkele maanden later en werd op 10 februari 1660 in Heemstede begraven. Haar man bleef achter met de twee nog levende kinderen en overleed acht jaar later.

## Vrouwen in de schilderkunst
Ze werd als een van de eerste vrouwen uitgeroepen tot "meesterschilder", wat haar het recht verleende een eigen werkplaats te openen en leerlingen aan te nemen. Professionele vrouwelijke kunstschilders uit de Nederlanden die haar voor waren, waren in elk geval Margaretha van Eyck (overleden 1426) en Ruth de Hooge (ingeschreven als meesteres in het Sint-Lucasgilde in 1453). Zij raakte in de vergetelheid, waardoor veel van haar werk werd toegeschreven aan Frans Hals.

## Schilderstijl
Judith Leyster maakte portretten, stillevens en vooral genrestukken (scènes uit het dagelijks leven). Voor zover bekend was zij de enige vrouw in de 17-de eeuw die zich waagde aan deze figuurstukken, die in die tijd als bijzonder lastig golden. Zij was daarin vernieuwend. Ook in haar portretten experimenteerde ze met licht-donker-effecten, waardoor de gezichtsuitdrukkingen expressiever werden. Haar schilderijen kenmerken zich door een losse penseelvoering, die destijds niet gebruikelijk was. Qua compositie richtte ze zich op het hoofdonderwerp en besteedde ze geen aandacht aan 'bijzaken'. Haar portretten kregen daardoor iets monumentaals. Na haar huwelijk richtte ze zich op natuurstudies en stillevens. Ze bleef vasthouden aan haar 'losse' schilderstijl. Het werk van Judith Leyster valt onder de Barok.

## Werken
Aan Judith Leyster worden 48 werken toegeschreven. Twaalf daarvan zijn onvindbaar en van zeven andere is niet zeker of ze daadwerkelijk van haar hand zijn.
Bekende werken zijn:
- Man die een vrouw geld aanbiedt (1631)
- Meisje met strohoed
- Spelletje Tiktak
- Kinderen met een kat en aal
- Musicerend gezelschap
- Zelfportret (1633)
- Jongen met fluit (ca. 1635)
- De serenade (1629)
- Pekelharing (1629)
- Zelfportret (circa 1653)

## Musea
Musea waar schilderijen van Judith Leyster te vinden zijn:
- Rijksmuseum, Amsterdam
- Frans Hals Museum, Haarlem
- Mauritshuis, Den Haag
- Rijksmuseum Boerhaave, Leiden
- National Gallery, Londen
- Nationalmuseum, Stockholm
- Worcester Art Museum, Worcester, Massachusetts

## Wetenswaardigheden
Van 19 december 2009 t/m 9 mei 2010 organiseerden de National Gallery of Art in Washington en het Frans Hals Museum in Haarlem een tentoonstelling ter gelegenheid van haar 400e geboortedag. Met onder andere een 'Zelfportret' (circa 1630) en tien andere topstukken. Op deze tentoonstelling was ook het schilderij Stilleven van een vaas met bloemen uit 1654 te zien, dat zich tot december 2009 in een Belgische privécollectie bevond.

## Eerbetoon
Er zijn straten naar haar vernoemd in onder andere Alkmaar, Amstelveen, Den Haag, Haarlem, Hendrik-Ido-Ambacht, Raamsdonksveer, Helmond, Meppel, Pijnacker en Gilze-Rijen.